# Olympische Sommerspiele 1992/Teilnehmer (Luxemburg)
| Gelbes Symbol für Goldmedaillen mit stilisierten Olympischen Ringen | Graues Symbol für Silbermedaillen mit stilisierten Olympischen Ringen | Braundes Symbol für Bronzemedaillen mit stilisierten Olympischen Ringen |
| ------------------------------------------------------------------- | --------------------------------------------------------------------- | ----------------------------------------------------------------------- |
| —                                                                   | —                                                                     | —                                                                       |

Luxemburg nahm an den Olympischen Sommerspielen 1992 in Barcelona, Spanien, mit einer Delegation von sechs Sportlern (fünf Männer und eine Frau) teil.

## Flaggenträger
Der Schwimmer Yves Clausse trug die Flagge Luxemburgs während der Eröffnungsfeier.

## Teilnehmer nach Sportarten

### Bogenschießen
- Jeannette Goergen-Philip
Frauen, Einzel: 38. Platz

### Judo
- Igor Muller
Schwergewicht: 17. Platz

### Schießen
- Jean-Claude Kremer
Luftgewehr: 27. Platz

- Michel Think
Trap: 29. Platz

- Constant Wagner
Luftpistole: 35. Platz

### Schwimmen
- Yves Clausse
50 Meter Freistil: im Vorlauf disqualifiziert
100 Meter Freistil: 32. Platz
200 Meter Freistil: 34. Platz